# 不死身探偵オルロック
『不死身探偵オルロック』（ふじみたんていオルロック）は、エンターブレインの『ファミ通ブロス』（既に休刊）に2000年6月号から2002年9月号まで連載されていたギャグ漫画。作者はG＝ヒコロウ。2001年に同誌で連載されていた前作『プロフェッサーシャーボ』と合わさって単行本化されていた。しかし全20話中11話までしか収録されていなかった(プロフェッサーシャーボは全話収録)ため、ファンの強い希望があり全20話を完全収録し、判型も大きくした完全版を2005年に発売。ただし、『シャーボ』の1〜9話はカットされている。『オルロック』と『シャーボ』をすべて読むためには通常版と完全版を揃えなくてはいけない。

## 概要
不死身の探偵オルロック、助手のアンデッタ、そして周りの異常なキャラクター達が好き放題に暴れ回るテンションの高いギャグ漫画。不条理ギャグのテイストも濃く、マニアックなパロディネタも多数盛り込まれている。小〜中学生をターゲットにしていた『ファミ通ブロス』に連載されていたが、その雑誌のカラーに反して小中学生向けはでない過激なギャグ漫画だった。

## キャラクター
オルロック
主人公の探偵。不死身という言葉通り何をされても絶対に死ぬことはない。一応探偵と名乗ってはいるものの、まともな推理をしたことは一度も無く、常に不条理なギャグや奇行で周囲を掻き回している。他のキャラクターの個性が濃すぎるため、狂言回しに徹したり目立たないことに不満を漏らしたりすることもある。
アンデッタ
オルロックの助手の少女。魔女らしい。いつもは幼い容姿をしているが、たまに大人の姿になることもある。姿とともに性格も変わり、幼い姿のときは比較的冷静でツッコミ役に回ることが多いが、大人の姿になると他のキャラがかすむほどの暴走キャラと化す。カラアゲが好き。
蟹江リカ
女刑事。独身で年齢不詳。初期は普通の人間であったはずだが、連載が進むたびにどんどん異様なキャラへと変化していった。酒好きで酒乱だったが、後にシラフでも酔っていてもあまり変わりばえがしない狂気じみたキャラとなった。オルロックに呼ばれるとどんな異常な場面でも首をつっこむ暇人。
警部
リカの上司。登場回数が多いわりに目立たない。本庁から奇妙な刑事を応援に呼ぶ。
辻斬り108号
顔全体に包帯を巻いた辻斬り。警察から指名手配を受けていた危険人物のはずだったが、オルロック達と意気投合し友達となる。
中華姉弟
中国から来た探偵の姉弟。同業のオルロックをライバル視してマジカルバナナやカードゲームで勝負を挑むが、わけがわからないうちに勝敗はうやむやになり、結局仲良くなっている。オルロック同様、探偵であるが探偵らしいことは一切しない。弟は比較的真面目だが、姉は本作中1，2を争うエキセントリックなイカレキャラ。
台風16号
台風。だがなぜか男性の姿をしている。本人はケンカが弱いと言っているが、怒ると強い。肉が好き。
ギャルキング
台風16号を倒すために現れた謎の女。背が高くて褐色の肌をしており、目の下に隈取りを描いている。台風16号に敗れた後はなぜか辻斬り108号の恋人となっていた。
変な猫
その名の通り、変な猫。二本足で歩き人間の言葉を話せる。いいダシが取れる。
野沢ウォーケン
謎のクイズ番組『クイズ!!じんじんきちゃう』の司会者。首が取れる。オルロック、リカ、アンデッタにクイズに対して強烈なトラウマを与える。
フーリガン
フーリガンと名乗っているがどう見ても人間ではないモンスター。作中では「戦争で千人殺した人が千年生きるとフーリガンになる」という解説がなされている。カーンを召喚して戦わせることが出来る。メスらしい。中華姉とは気が合う。